# Katar na Letnich Igrzyskach Olimpijskich 1996
Katar na Letnich Igrzyskach Olimpijskich 1996 reprezentowało 12 zawodników (sami mężczyźni). Był to czwarty start reprezentacji Kataru na letnich igrzyskach olimpijskich.

## Skład kadry

### Lekkoatletyka
Mężczyźni
- Ibrahim Ismail – bieg na 400 m – nie ukończył biegu finałowego,
- Abdul Rahman Al-Abdullah – bieg na 800 m – odpadł w eliminacjach,
- Muhammad Sulajman – bieg na 1500 m – 9. miejsce,
- Mubarak Sultan Al-Nubi Faraj – bieg na 400 m przez płotki – odpadł w eliminacjach,
- Jamal Abdi Hassan – bieg na 3000 m z przeszkodami – odpadł w półfinale,
- Mubarak Sultan Al-Nubi Faraj, Ali Ismail Doka, Sami Al-Abdullah, Hamad Al-Dosari – sztafeta 4 × 400 m – odpadli w eliminacjach,
- Bilal Saad Mubarak – pchnięcie kulą – 10. miejsce,

### Strzelectwo
Mężczyźni
- Nasser Al-Attiya – skeet – 15. miejsce,

### Tenis stołowy
Mężczyźni
- Hamad Al-Hammadi – gra pojedyncza – 49. miejsce,

### Żeglarstwo
- Khalifa Al-Hitmi – klasa Laser – 49. miejsce,